# Халіфа Хумаді
Халіфа Хумаді (нар. 1948) — коморський політик, дев'ятий голова уряду Коморських Островів.

## Політична кар'єра
Був членом партії Демократія та оновлення. В жовтні 1994 року президент Саїд Джохар призначив Хумаді на пост прем'єр-міністра. Попри приналежність Хумаді та його попередника, Мохамеда Абду Маді, до однієї партії, в кабінеті нового голови уряду залишились лише два міністри зі складу уряду попереднього.
За його врядування погіршились відносини Коморських Островів з Францією, яка почала вимагати візи у коморців, які в'їжджають до Майотти. Всередині партії почала ширитись критика на адресу прем'єр-міністра та звинувачення в бездіяльності з цього питання. Хумаді відреагував доволі жорстко, взявши владу в партії в свої руки.
Невдовзі він почав звинувачувати президента Джохара у фінансових махінаціях, за що у квітні 1995 року був усунутий від посади голови уряду.
Після виходу у відставку займався громадською діяльністю. Нині є головою Асоціації неурядових організацій Коморських Островів.